# 후루타 아라타
후루타 아라타(일본어:  古田 新太, 1965년 12월 3일 ~ )는 일본의 배우, 성우이자 디스크 자키로, 리코모션 소속, 효고현 고베시 다루미구 출신이며, 애칭은 후루짱(古ちん)이다.

## 출연 작품

### 영화
- 13인의 자객 (2010년) - 사하라 헤이조 역
- 공백 (2021년) - 소에다 미츠루 역

### 극장판 애니메이션
- 프로메어 (2019년) - 데우스 프로메스 박사 역